# Robert Hazard
Pour les articles homonymes, voir Hazard.
Robert Hazard est un auteur-compositeur, musicien et interprète américain né le 21 août 1948 à Philadelphie, décédé le 5 août 2008 en Pennsylvanie. Il est connu pour avoir composé la chanson Girls Just Want to Have Fun chantée par Cyndi Lauper en décembre 1983.